# Molophilus (Molophilus) alatostylus
Molophilus (Molophilus) alatostylus is een tweevleugelige uit de familie steltmuggen (Limoniidae). De soort komt voor in het Australaziatisch gebied.